# Александр Гіємо де Вільбоа
Александр Гіємо де Вільбоа (фр. Alexander Guillemot de Villebois, рос. Александр Никитич Вильбоа; 1716, Нова Шотландія поблизу Данцига — 9 лютого 1781, Дерпт, Російська імперія) — франко-балтійський дворянин, що воював у російській армії, зокрема під час Семирічної війни, генерал-фельдцейхмейстер (1762).

## Біографія

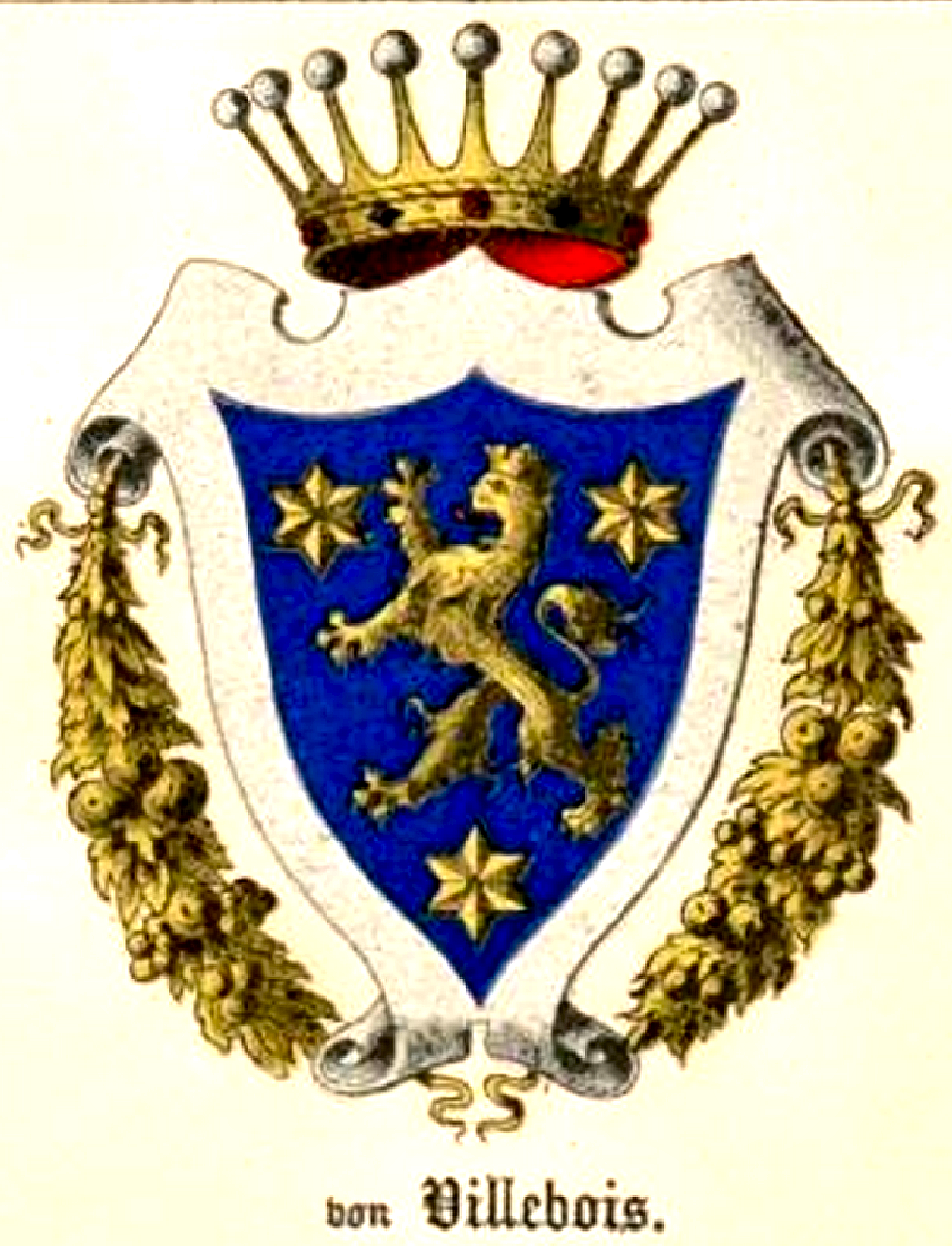
Герб роду Вільбоа

Походив з старовинного дворянського роду французького походження. Син віцеадмірала Франсуа Гіємо де Вільбоа та Єлизавети Глюк.
Із 1739 року — сержант Лейб-гвардії бомбардирської роти. З 1741 року — поручник. Учасник російсько-шведської війни 1741—1743 років. З 1744 року — полковник, камер-юнкер імператорського двору. З 1755 року — генерал-майор, у 1756 році був призначений генерал-квартирмейстром Ліфляндської піхотної дивізії.
Учасник Семирічної війни. Командував піхотною бригадою у битві під Гросс-Єгерсдорфом, під час цієї битви був важко поранений. За цю битву був нагороджений орденом Олександра Невського. З 1758 року — генерал-поручник. Брав участь в облозі Кюстріна та битві під Цорндорфом. У битві при Пальцигу командував дивізією, у битві під Кунерсдорфом командував авангардом російської армії.
У січні 1762 року на честь Александра Вільбоа був названий Великолуцький піхотний полк. Із лютого 1762 року — генерал-фельдцейхмейстер російської армії (командувач артилерії), із березня того ж року — член Військової колегії. Брав участь у палацовому перевороті 1762 року, підтримував Катерину II.
На посаді генерал-фельдцейхмейстера Вільбоа активно працював над реорганізацією та посиленням російської артилерії. Але через погіршення здоров'я у 1765 році він вийшов у відставку і виїхав у своє помістя Сарракус у Ліфляндії. Там же він і був похований після своєї смерті у 1781 році.

## Військові звання
- Сержант (1739)
- Підпоручик (1741)
- Полковник (1744)
- Генерал-майор (1755)
- Генерал-поручник (1758)
- Генерал-фельдцейхмейстер (1762)

## Нагороди
- Орден Андрія Первозванного
- Орден Святого Олександра Невського
- Орден Святої Анни